# Robert Traba

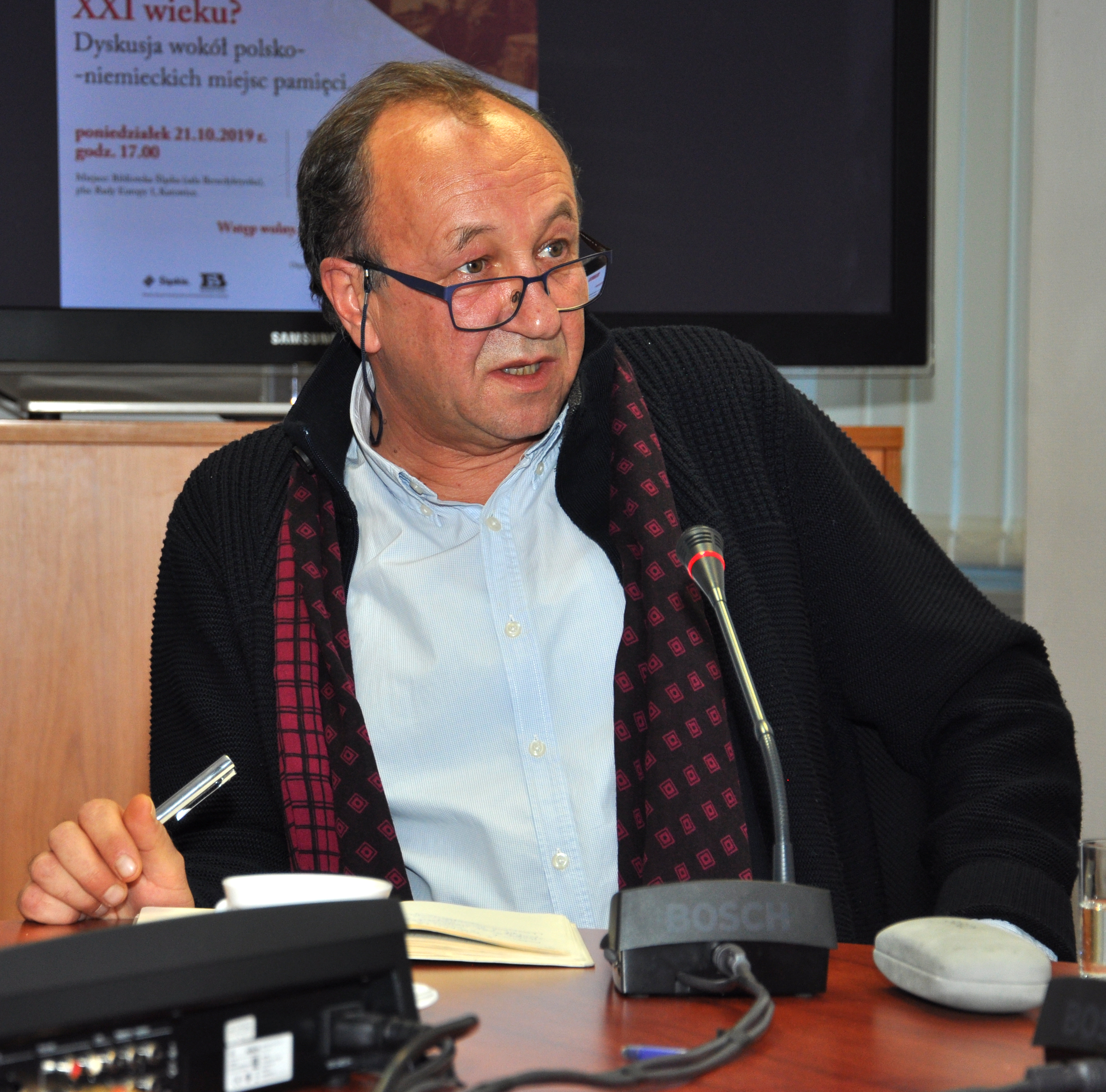
Robert Traba (2019)

Robert Antoni Traba (* 1958 in Węgorzewo) ist ein polnischer Historiker, Politologe und Kulturwissenschaftler.

## Leben
Robert Traba studierte an der Kopernikus-Universität in Toruń/Thorn. Er ist Begründer und Vorsitzender der Kulturgemeinschaft Borussia in Olsztyn/Allenstein sowie Herausgeber der Vierteljahresschrift „Borussia“.
Seine wissenschaftliche Tätigkeit begann er im Forschungszentrum der Polnischen Historischen Gesellschaft in Olsztyn/Allenstein. 1995–2003 war Traba wissenschaftlicher Mitarbeiter des Deutschen Historischen Instituts Warschau; danach war er am Institut für Politische Studien der Polnischen Akademie der Wissenschaften tätig und leitete das „Zentrum für Historische Forschung Berlin der Polnischen Akademie der Wissenschaften“. Er war auch Professor  an der Humanistischen Aleksander-Gieysztor-Akademie in Pułtusk. Robert Traba wurde am 28. November 2019 vom Präsidenten der Republik Polen zum ordentlichen Professor ernannt.
Er war Vorsitzender der Deutsch-Polnischen Schulbuchkommission und ist Honorarprofessor an der Freien Universität Berlin.
Im Zeitraum von 2009 bis 2018 war er Mitglied und später stellvertretender Vorsitzender des Internationalen Beirats des Dokumentationszentrum Topographie des Terrors in Berlin.
Er ist Stellvertreter des Präses der Societas Jablonoviana in Leipzig sowie Vorstandsmitglied des Historischen Vereins für Ermland und Mitglied des Programmrates des Internationalen Kulturzentrums Krakau.
2018 verließ er Berlin und ließ sich in Allenstein nieder.

## Auszeichnungen
- 2003 wurde er für die Rettung des Allensteiner Bet-Tahara-Hauses der Reinigung, des frühesten Werkes von Erich Mendelsohn, mit einer Mordechaj-Anielewicz-Medaille ausgezeichnet.
- Für sein bisheriges Schaffen erhielt er 2004 den deutsch-polnischen Kulturpreis.
- Sein 2005 erschienenes Buch Wschodniopruskość wurde als beste historische Monographie des Jahres vom polnischen Historikerverband ausgezeichnet und befasst sich unter anderem auch mit „Ostpreußischer Mentalität“.
- 2009 erhielt er die Medaille der Komisja Edukacji Narodowej.
- 2011 wurde er vom Staatspräsidenten Bronisław Komorowski mit dem Offizierskreuz des Ordens Polonia Restituta ausgezeichnet.
- 2021 wurde er gemeinsam mit Hans Henning Hahn für die Herausgabe des mehrbändigen Werkes Deutsch-Polnische Erinnerungsorte mit dem DIALOG-Preis der Deutsch-Polnischen Gesellschaft Bundesverband ausgezeichnet.[2]
- 2024 wurde er mit dem Bundesverdienstkreuz am Bande ausgezeichnet.[3]

## Schriften (Auswahl)
- mit Hans-Jürgen Bömelburg, Renate Stössinger (Hrsg.): Vertreibung aus dem Osten. Deutsche und Polen erinnern sich. Stowarzyszenie Wspólnota Kulturowa „Borussia“, Olsztyn 2000, ISBN 83-913377-0-7.
- mit Hans-Jürgen Karp (Hrsg.): Nachkriegsalltag in Ostpreußen: Erinnerungen von Deutschen, Polen und Ukrainern. Aschendorff, Münster 2004, ISBN 3-402-00540-9.
- Wschodniopruskość. Tożsamość regionalna i narodowa w kulturze politycznej Niemiec. Stowarzyszenie Wspólnota Kulturowa „Borussia“, Olsztyn 2007, ISBN 978-83-89233-36-3.
  - Ostpreußen, die Konstruktion einer deutschen Provinz. Eine Studie zur regionalen und nationalen Identität. Fibre Verlag, Osnabrück 2010, ISBN 978-3-938400-52-4.
- Wir Berliner! / My, berlinczycy! Geschichte einer deutsch-polnischen Nachbarschaft. Projekt des Zentrums für Historische Forschung Berlin der Polnischen Akademie der Wissenschaften „Polen in der Entwicklung Berlins (18.–21. Jahrhundert)“. Koehler & Amelang, Leipzig 2009, ISBN 978-3-7338-0370-4.
- mit Małgorzata A. Quinkenstein (Hrsg.): Polnisches Berlin. Stadtführer. Ferdinand Schöningh, Paderborn 2016, ISBN 978-3-506-78512-1.